# GIGA
El GIGA (German Institute for Global and Area Studies, en español Instituto Alemán de Estudios Globales y Regionales) es un instituto de investigación de ciencias sociales con sede en Hamburgo. Es miembro de la Comunidad Leibniz que reúne 96 institutos de investigación de las más diversas disciplinas, cofinanciados por el gobierno nacional alemán y los Länder (estados federales). 
El GIGA se dedica a la investigación de fenómenos políticos, económicos y sociales en África, Asia, América Latina y Caribe y el Medio Oriente. A su vez, el GIGA lleva a cabo investigaciones de carácter comparativo en relaciones internacionales, desarrollo internacional, seguridad y violencia, y sistemas políticos. Tiene un amplio programa de difusión de conocimiento y ofrece consultoría política. Desde 2009 tiene una oficina en Berlín.

## Origen
El instituto se distingue por su alta calidad de investigación y su enfoque global único a esta investigación, en cual trabaja con perspectivas, conceptos y experiencias de diferentes regiones del mundo. Cuenta entre las instituciones líderes en estudios regionales (area studies) en Europa. Además, hace parte de varias redes nacionales e internacionales de investigación, coopera con numerosas universidades e institutos de investigación, y trabaja en conjunto con diversas fundaciones políticas y asociaciones. El GIGA cuenta con 160 empleados, entre ellos 90 investigadores.  
El instituto fue fundado en 1964 en Hamburgo. En 2006 adaptó el nombre de German Institute of Global and Area Studies (GIGA). Amrita Narlikar es la presidenta del GIGA desde el 1 de octubre de 2014. Junto con ella, la junta directiva está formada por Patrick Köllner, vicepresidente del GIGA y director del IAS; Merike Blofield, directora del ILAS; Eckart Woertz, director del IMES; Matthias Basedau, director del IAA; y Peter Peetz, director comercial. 
El GIGA está constituido por cuatro institutos regionales y cuatro ejes de trabajo. Cada una de las regiones está representada en un instituto:
1. Instituto GIGA para Estudios de África (IAA)[8]
2. Instituto GIGA para Estudios de Latinoamérica (ILAS)[9]
3. Instituto GIGA para Estudios de Asia (IAS)[10]
4. Instituto GIGA para Estudios del Medio Oriente (IMES)[11]

Cada uno de ellos trabajan en conjunto con los cuatro ejes de trabajo y llevan a cabo análisis comparativos transregionales.  Los ejes de trabajo son: 
1. Responsabilidad y participación política
2. Paz y seguridad
3. Globalización y desarrollo
4. Órdenes globales y políticas exteriores

El GIGA es una fundación de carácter civil y está financiada conjuntamente por el Ministerio Federal de Asuntos Exteriores, el Ministerio de Ciencia, Investigación e Igualdad de Hamburgo y los demás estados federales. También recibe financiación para proyectos de investigación por parte de la DFG y otras entidades de promoción académica; esos fondos representan alrededor del 20-30 por ciento de su presupuesto total.

## Publicaciones
El GIGA publica cuatro revistas académicas con control de calidad por revisión por pares (peer reviewed journals). Las cuatro se publican en línea con acceso abierto (“gold open access”).
- Africa Spectrum
- Journal of Current Chinese Affairs (JCCA)
- Journal of Politics in Latin America (JPLA)
- Journal of Current Southeast Asian Affairs (JCSAA)

Además el GIGA publica el “GIGA Focus”, un formato breve que prensenta los resultados de las investigaciones llevadas a cabo en el instituto al igual que breves análisis de acontecimientos políticos, económicos y sociales actuales. El GIGA Focus cuenta con cuatro ediciones regionales (África, Asia, América Latina y el Oriente Medio) y una global (GIGA Focus Global).
Los GIGA Working Papers son publicaciones preliminares con los resultados de las investigaciones en curso.